# König von Rom (Taube)

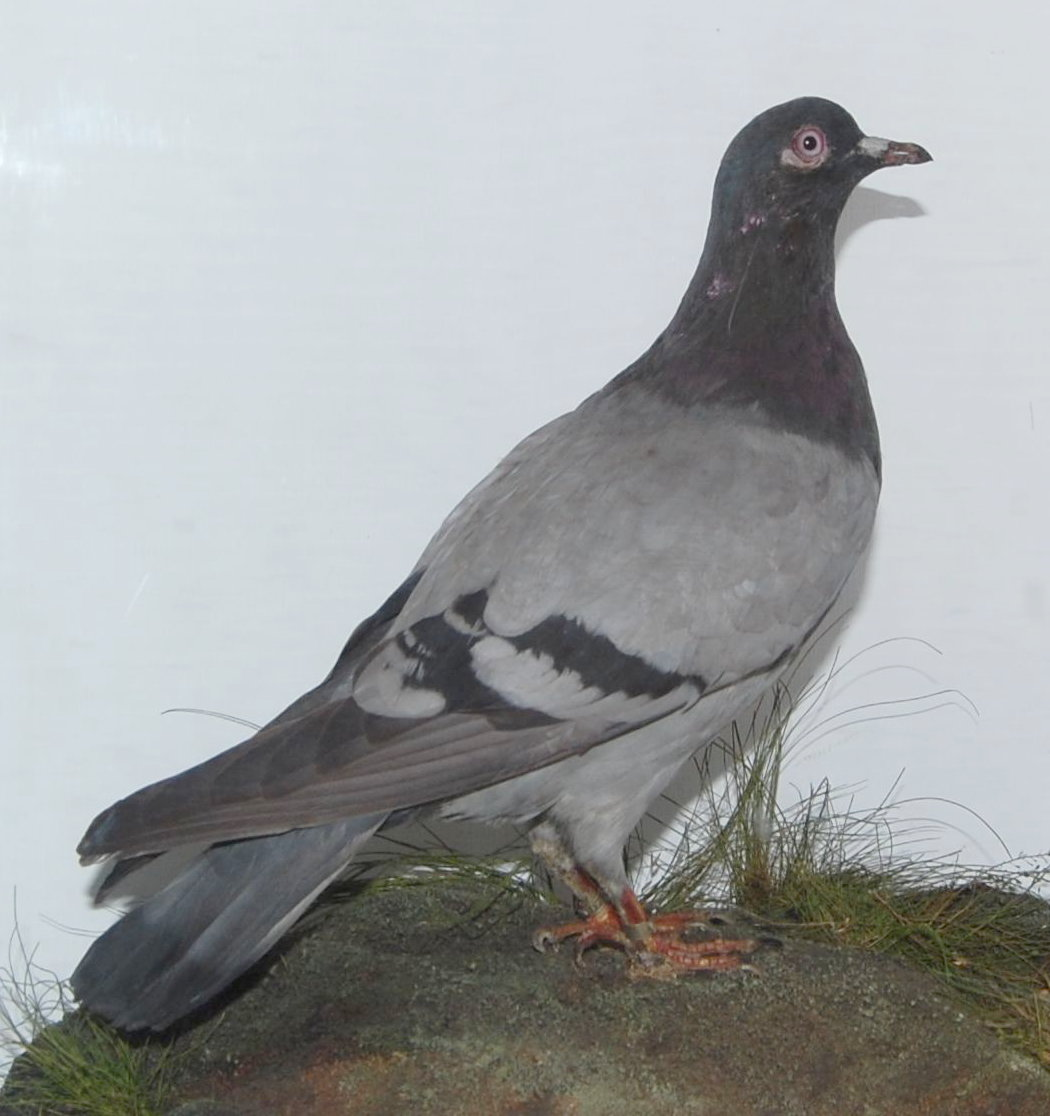
Das im Derby Museum ausgestellte Präparat der Taube.

Der König von Rom war eine erfolgreiche Renntaube, die im Jahr 1913 ein 1001-Meilen-(1611 km)-Rennen von Rom bis nach England gewann. Diese Taube war Thema eines Liedes und eines Buches, beides von Dave Sudbury geschrieben. Die englische Folksängerin June Tabor nahm eine eigene Version des Lieds auf, das auf ihrem Album Aquaba im Jahr 1988 erschien.

## Die Taube
Der Tauber mit blauem Gefieder und der Ringnummer NU1907DY168 wurde in seinem  Heimatschlag in der Brook Street 56 (mittlerweile abgerissen), Derby aufgezogen. Der König von Rom wurde seit 1904 als Renntaube eingesetzt. Im Jahr 1913, zur Zeit des Rennens, war Hudson Präsident und Schatzmeister des Derby Town Flying Club und schrieb zudem über Taubenrennen im Derby Evening Telegraph. Nach dem Tod der Taube übergab er den Körper an das Derby Museum and Art Gallery, wo das präparierte Exponat mit der Zugriffsnummer DBYMU.1946/48 aufbewahrt wird. Der Besitzer der Taube, Charles Hudson verstarb am 13. März 1958 im Alter von 84 Jahren. Seit 2011 ist das Taubenpräparat Teil der Ausstellung und war zuvor als Leihgabe an andere Institutionen vergeben, darunter das Walsall Museum und die Wollaton Hall in Nottingham.

## Das Lied

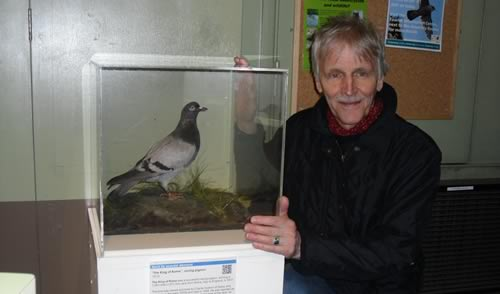
Dave Sudbury & King of Rome (2012)

Der König von Rom und dessen Besitzer sind Thema des Liedes und Buches von Dave Sudbury. Darin wird erzählt wie am Tag eines großen Taubenrennens ein Sturm Tausend Tauben wegblies, die nie wieder gesehen wurden:

„On the day of the big race a storm blew in

A thousand birds were swept away and never seen again“

Dies ist ein Verweis auf eine der Problematiken von Taubenrennen.
Das Lied wurde vor allem durch June Tabors Aufnahme bekannt. Nachdem sie Sudbury das Lied in den späten 1980er-Jahren auf einem Wettbewerb spielen hörte, an dem Tabor Jury-Mitglied war (er belegte den vierten Platz), nahm sie für ihr Album Aqaba eine eigene Version auf. Brian McNeill, ein anderer Finalist des Wettbewerbes sagte:

„The King of Rome was head and shoulders above every other song sung on the night, and should have won“

McNeill trat später zusammen mit Iain MacKintosh auf und spielte dieses Lied, das als Live-Aufnahme Teil seines Albums Live and Kicking wurde.
Der US-amerikanische Folksänger Vance Gilbert nahm es 1994 für sein Album Edgewise auf, ebenso der kanadische Folkmusiker Garnet Rogers für sein Album Summer Lightning (2004). Die britische Folkband The Unthanks veröffentlichte ihre Version des Liedes auf ihrem Album „Diversions, Volume 2: The Unthanks With Brighouse and Rastrick Brass Band“ (2012) und führte das Lied bei der Verleihung der BBC Radio 2 Folk Awards 2012 auf. Die Band Half Man Half Biscuit nahm ebenfalls eine Version des Liedes auf, die allerdings unveröffentlicht ist.

## Das Buch
Sudburys Liedtext wurde als 32-seitiges Buch mit Illustrationen von Hans Saefkow abgedruckt.